# Теорема Ролля

Якщо дійснозначна функція неперервна на закритому інтервалі, диференційовна на відкритому інтервалі, і, тоді існує точка така, що.

Теорема Ролля, або лема Ролля у диференціальному численні стверджує, що будь-яка дійснозначна диференційовна функція, яка досягає рівних значень у двох різних точках, повинна мати принаймні одну стаціонарну точку між ними — тобто точку, де перша похідна (кутовий коефіцієнт дотичної до графіка функції) дорівнює нулю. Теорема названа на честь Мішеля Ролля.

## Формулювання
Нехай функція {\displaystyle f(x)} неперервна на проміжку {\displaystyle [a,b]}, диференційована в усіх внутрішніх точках проміжку {\displaystyle [a,b]}. Нехай, окрім того, {\displaystyle f(a)=f(b)}. Тоді на проміжку {\displaystyle (a,b)} знайдеться принаймні одна точка {\displaystyle c} така, що значення похідної у цій точці {\displaystyle f'(c)} дорівнює нулю.

## Доведення
Оскільки функція {\displaystyle f(x)} неперервна на проміжку {\displaystyle [a,b]}, то, згідно з другою теоремою Вейєрштрасса, ця функція досягає на ньому свого максимального значення {\displaystyle M} та мінімального значення {\displaystyle m}. Отже, маємо два випадки:
1. {\displaystyle M=m};
2. {\displaystyle M>m};

У першому випадку {\displaystyle f(x)=M=m=const}. Тому похідна {\displaystyle f'(x)} дорівнює нулю в будь-якій точці проміжку {\displaystyle [a,b]}.
У випадку, коли {\displaystyle M>m}, оскільки {\displaystyle f(a)=f(b)}, можна стверджувати, що хоча б одне з двох значень {\displaystyle M} чи {\displaystyle m} досягається функцією в деякій внутрішній точці {\displaystyle c} проміжку {\displaystyle [a,b]}. Але тоді функція {\displaystyle f(x)} має у точці {\displaystyle c} локальний екстремум. Оскільки функція {\displaystyle f(x)} диференційовна в точці {\displaystyle c}, то за необхідною умовою локального екстремуму, {\displaystyle f'(c)=0}.

## Історія
Індійському математику Бхаскару II (1114—1185) приписують знання теореми Ролля. Хоча теорема названа на честь Мішеля Ролля, доведення Ролля 1691 року охоплює лише випадок поліноміальних функцій. Його доведення не використовувало методи диференціального числення, які на той момент свого життя він вважав хибними. Теорема вперше була доведена Коші в 1823 році як наслідок доведення теореми Лагранжа. Назва «теорема Ролля» була вперше використана Морицем Вільгельмом Дробішем в Німеччині в 1834 році та Джусто Беллавітісом в Італії в 1846 році.

## Приклади

### Перший приклад
Для радіуса {\displaystyle r>0} розглянемо функцію
{\displaystyle f(x)={\sqrt {r^{2}-x^{2}}},\quad x\in [-r,r].}

Півколо радіуса r.

Графіком цієї функції є верхнє півколо з центром у початку координат.
Функція неперервна на закритому інтервалі {\displaystyle [-r,r]} і диференційовна на відкритому інтервалі {\displaystyle (-r,r)}, але не диференційовна на кінцевих точках {\displaystyle -r} і {\displaystyle r}.
Оскільки {\displaystyle f(-r)=f(r)}, то можна використовувати теорему Ролля, і дійсно, є точка де похідна від функції {\displaystyle f} дорівнює нулю.
Зауважимо, що теорему можна використовувати навіть тоді, коли функція не є диференційовною у кінцевих точках, оскільки вимагається, щоб вона була диференційовною лише на відкритому інтервалі.

### Другий приклад

Графік функції модуля.

Якщо диференційовність порушується у внутрішній точці інтервалу, то теореми Ролля може не виконуватися. Розглянемо функцію модуля
{\displaystyle f(x)=|x|,\qquad x\in [-1,1].}
Тут {\displaystyle f(-1)=f(1)}, але між {\displaystyle -1} та {\displaystyle 1} не існує такого {\displaystyle c} для якого {\displaystyle f'(c)=0}. Це тому, що ця функція, хоча і неперервна, але не є диференційовною при {\displaystyle x=0}. Зауважимо, що похідна від функції {\displaystyle f} змінює знак у точці {\displaystyle x=0}, але без досягнення нульового значення. Теорему не можна застосувати до цієї функції тому, що вона не задовольняє умову того, що функція повинна бути диференційовною для будь-якого {\displaystyle x} з відкритого інтервалу. Однак, якщо вимогу диференційовності виключити з теореми Ролля, то функція {\displaystyle f} може мати критичну точку на відкритому інтервалі {\displaystyle (a,b)}, але не матиме горизонтальної дотичної (як у випадку функції модуля, що зображена на рисунку).

## Узагальнення
Другий приклад ілюструє наступне узагальнення теореми Ролля: Розглянемо дійснозначну, неперервну функцію {\displaystyle f} на закритому інтервалі {\displaystyle [a,b]} з {\displaystyle f(a)=f(b)}. Якщо для будь-якого {\displaystyle x} на відкритому інтервалі {\displaystyle (a,b)} існують правостороння границя
{\displaystyle f'(x^{+}):=\lim _{h\to 0^{+}}{\frac {f(x+h)-f(x)}{h}}}
і лівостороння границя
{\displaystyle f'(x^{-}):=\lim _{h\to 0^{-}}{\frac {f(x+h)-f(x)}{h}}} — на розширеній дійсній прямій {\displaystyle [-\infty ,\infty ]}, тоді існує деяке число {\displaystyle c} на відкритому інтервалі {\displaystyle (a,b)} таке, що одна з двох границь
{\displaystyle f'(c^{+})\quad {\text{і}}\quad f'(c^{-})}
є {\displaystyle \geq 0}, а інша {\displaystyle \leq 0} (на розширеній дійсній прямій).
Якщо ліво- і правостороння границі узгоджуються для будь-якого {\displaystyle x}, тоді вони узгоджуються зокрема для {\displaystyle c}, звідси похідна функції {\displaystyle f} існує у точці {\displaystyle c} і дорівнює нулю.

### Зауваження
- Якщо {\displaystyle f} опукла, або увігнута, тоді ліво- та правосторонні похідні існують у будь-якій внутрішній точці, звідси існують вищенаведені границі і вони є дійсними числами.
- Узагальнена версія теореми є достатнью для доведення опуклості функції, якщо односторонні похідні є монотонно зростаючими:

{\displaystyle f'(x^{-})\leq f'(x^{+})\leq f'(y^{-}),\qquad x<y.}

## Доведення узагальненої версії
Оскільки доведення стандартної версії теореми Ролля та її узагальнення дуже схожі, доведемо тут лише узагальнений варіант.
Ідея доведення полягає в тому, щоб довести, що якщо {\displaystyle f(a)=f(b)}, тоді функція {\displaystyle f} має досягати максимуму або мінімуму десь між {\displaystyle a} та {\displaystyle b}, скажімо в точці {\displaystyle c}, і функція має із зростаючої стати спадною (або навпаки) у точці {\displaystyle c}. Зокрема, якщо похідна існує вона має дорівнювати нулю в точці {\displaystyle c}.
Згідно припущення функція {\displaystyle f} є неперервною на {\displaystyle [a,b]} і за другою теоремою Веєрштрасса досягає максимуму і мінімуму на {\displaystyle [a,b]}. Якщо максимум і мінімум досягнуто в кінцевих точках на {\displaystyle [a,b]}, тоді {\displaystyle f} є константою на {\displaystyle [a,b]} і похідна від функції {\displaystyle f} дорівнює нулю у будь-якій точці на {\displaystyle (a,b)}.
Нехай максимум досягається у внутрішній точці {\displaystyle c} на {\displaystyle (a,b)} (випадок для мінімуму дуже схожий, лише необхідно розглянути функцію {\displaystyle -f}). Потрібно розглянути вищезазначені право- та лівосторонні границі окремо.
Для дійсного {\displaystyle h} такого, як {\displaystyle c+h\in [a,b]}, значення {\displaystyle f(c+h)} менше, або рівне {\displaystyle f(c)}, оскільки функція {\displaystyle f} досягає максимуму в точці {\displaystyle c}. Тому, для будь-якого {\displaystyle h>0},
{\displaystyle {\frac {f(c+h)-f(c)}{h}}\leq 0.}
Звідси
{\displaystyle f'(c^{+}):=\lim _{h\to 0^{+}}{\frac {f(c+h)-f(c)}{h}}\leq 0,}
де границя існує за припущенням (може дорівнювати мінус нескінченність).
Аналогічно, для будь-якого {\displaystyle h<0}, нерівність змінюється, оскільки знаменник тепер від'ємний, а тому отримуємо
{\displaystyle {\frac {f(c+h)-f(c)}{h}}\geq 0,}
Звідси
{\displaystyle f'(c^{-}):=\lim _{h\to 0^{-}}{\frac {f(c+h)-f(c)}{h}}\geq 0,}
де границя може дорівнювати плюс нескінченність.
Нарешті, коли вищезазначені право- та лівостороння границі узгоджуються (зокрема, якщо {\displaystyle f} є диференційованою), тоді похідна від {\displaystyle f} у точці {\displaystyle c} дорівнює нулю. (Як альтернативу, можемо застосувати теорему Ферма).

## Узагальнення на випадок похідних вищих порядків

Червона крива — це графік функції з трьома коренями на інтервалі. Таким чином, її друга похідна (зображена зеленим кольором) також має корінь на тому ж інтервалі.

Теорему Ролля можна узагальнити, вимагаючи, щоб функція {\displaystyle f} мала більше точок з однаковими значеннями і більшу регулярність. Зокрема, нехай
- функція {\displaystyle f} {\displaystyle n-1} разів неперервно диференційовна на замкненому інтервалі {\displaystyle [a,b]} і {\displaystyle n}-на похідна існує на відкритому інтервалі {\displaystyle (a,b)} і
- є {\displaystyle n} інтервалів, що визначаються точками {\displaystyle a_{1}<b_{1}\leq a_{2}<b_{2}\leq \cdots \leq a_{n}<b_{n}} на інтервалі {\displaystyle [a,b]}, такі що {\displaystyle f(a_{k})=f(b_{k})} для будь-якого {\displaystyle k} від {\displaystyle 1} до {\displaystyle n}.

Тоді тут є число {\displaystyle c} на {\displaystyle (a,b)} таке, що {\displaystyle n}-на похідна функції {\displaystyle f} у точці {\displaystyle c} дорівнює нулю.
Вимоги щодо {\displaystyle n}-ї похідної функції {\displaystyle f} можуть бути послаблені, як у вищезазначеному узагальненні, допускаючи аналогічні (можливо слабші) твердження для вищезазначених право- та лівосторонніх границь для функції {\displaystyle f^{(n-1)}} замість функції {\displaystyle f}.
Зокрема, ця версія теореми стверджує: якщо диференційовна достатньо разів функція має {\displaystyle n} коренів (тобто існує {\displaystyle n} точок у яких функція дорівнює нулю), тоді тут є внутрішня точка де
{\displaystyle f^{(n-1)}} дорівнює нулю.

## Узагальнення на інші поля
Теорема Ролля — властивість диференційовних функцій над полем дійсних чисел, яке є впорядкованим полем. У представленому вигляді вона не узагальнюється на інші поля, але наступне твердження має місце: якщо дійсні поліміальні множники функції (мають всі її корені) над полем дійсних чисел, тоді її похідна також має цю властивість. Можна назвати цю властивість поля — властивістю Ролля. Над більш загальними полями не завжди визначають диференційовні функції, але над ними завжди можна розглядати поліноми, які можна диференціювати у символьній формі.
Аналогічним чином, над більш загальні полями не завжди визначені поняття порядку, але над цими полями завжди визначено поняття кореня полінома.
Таким чином, теорема Ролля показує, що поле дійсних чисел має властивість Ролля. Будь-яке алгебраїчно замкнене поле таке, як поле комплексних чисел, має властивість Ролля. Однак, поле раціональних чисел не має цієї властивості. Наприклад, {\displaystyle x^{3}-x=x(x-1)(x+1)}
розкладається на множники над полем раціональних чисел, але їх похідна ні:
{\displaystyle 3x^{2}-1=3\left(x-{\tfrac {1}{\sqrt {3}}}\right)\left(x+{\tfrac {1}{\sqrt {3}}}\right).}
Питання про те, які поля задовольняють властивості Ролля, було піднято у 1972 році Капланським. Щодо скінченних полів відповідь полягає в тому, що тільки поля {\displaystyle {\mathbb {F} }^{2}} та {\displaystyle {\mathbb {F} }^{4}} мають властивість Ролля.
Щодо комплексної версії використовують індекс Вурхоува.

## Геометричний зміст теореми
Теорема має простий геометричний зміст: якщо кінцеві ординати кривої {\displaystyle y=f(x)} рівні, то, згідно з теоремою Ролля, на цій кривій знайдеться точка, у якій дотична до кривої паралельна до осі {\displaystyle OX}.
Нехай {\displaystyle y} неперервної кривої (тобто {\displaystyle y} образа інтервалу або окружності при неперервному відображенні у площину) у кожній точці існує дотичний вектор. Тоді між двома точками перетину кривої із розділяючим рішенням динамічної системи є тока контакту.
Перетин кривої із розділяючим рішенням є замкненою множиною. Доповнення цієї множини розпадається на (скінченні та нескінченні) інтервали. Кожний скінченний інтервал такого роду містить точку контакту. Нехай {\displaystyle t_{1}}та {\displaystyle t_{2}} — параметри кінців такого інтервалу, і {\displaystyle t_{1}}передує {\displaystyle t_{2}} у сенсі орієнтації кривої. Для усіх проміжних значень параметрів крива лежить у області {\displaystyle U_{1}.} Існує близький момент часу до {\displaystyle t_{1}}, у який впорядкована пара векторів, яка складається з дотичного вектора до кривої та вектора динамічної системи, задає ту саму орієнтацію площини, що й за трансверсального входу кривої у область {\displaystyle U_{1}.} Оберемо локальну систему координат навколо точки кривої із параметром {\displaystyle t_{1}}, у якій векторне поле динамічної системи стале. Нехай у цих локальних координатах {\displaystyle y_{1}}, {\displaystyle y_{2}} область {\displaystyle U_{1}} визначається нерівністю {\displaystyle y_{2},} динамічна система має вигляд
{\displaystyle {\begin{cases}{\dot {y}}_{1}=1,\\{\dot {y}}_{2}=0,\end{cases}}}
розділяюче рішення є {\displaystyle y_{2}=0,} а крива задається вектор-функцією {\displaystyle y_{1}(t),y_{2}(t).} По умові {\displaystyle y_{2}(t)>0} за {\displaystyle t>t_{1}} (та {\displaystyle t<t_{2}}) й {\displaystyle y_{2}(t_{1})=0.} Тому у деякий момент, близький до {\displaystyle t_{1}}, похідна функції {\displaystyle y_{2}(t)} буде додатною. У цей момент впорядкована пара векторів задає потрібну орієнтацію площини.
Теорема є справедливою для {\displaystyle \mathbb {C} ^{1}}-гладких кривих, трансверсально перекриваючих розділяюче рішення. Нехай {\displaystyle t_{1}} та {\displaystyle t_{2}} — параметри двох послідокних трансверсальних перетинів кривої із розділяючих рішенням. Це рішення ділить площину на дві (не обов'язково зв'язні) області: область {\displaystyle U_{1},} орієнтованою межею якої воно є, та додаткову область {\displaystyle U_{2}=\mathbb {R} ^{2}\setminus {\bar {U}}_{1}.} Нехай у момент {\displaystyle t_{1}} крива входить до області {\displaystyle U_{1}.} Тоді у момент {\displaystyle t_{2}} крива виходить з області {\displaystyle U_{1}.} Впорядковані пари векторів, які складаються із дотичного вектора до кривої й вектора динамічної системи, у момент {\displaystyle t_{1}}та {\displaystyle t_{2}} визначають протилежні орієнтації площини. Відповідно, у деякий проміжний момент дотичний вектор та вектор динамічної системи є колінеарними.
Нехай крива, яка є гладким многовидом на площині, містить не більше ніж {\displaystyle N} некомпактних (і будь-яке число компактних) компонент зв'язності й має не більше ніж {\displaystyle k} точок контакту із динамічною системою. Тоді вона має не більш ніж {\displaystyle (N+k)} ізольованих точок перетину із будь-яким розділяючи рішенням цієї системи.
На компактній компоненті точок перетину не більше, ніж точок контакту. На некомпактній — точок перетину може бути на одиницю більше, ніж точок контакту.